# 学生時代 (小説)
学生時代（がくせいじだい）は、久米正雄の初期短編集。
作家・久米正雄の第二短編集で、久米の第一高等学校および東京帝国大学時代のことなどを題材にした「競漕」「受験生の手記」「母」「艶書」「選任」「文学会」「鉄拳制裁」「嫌疑」「復讐」「密告者」「求婚者の話」を収め、1918年（大正7年）に新潮社より刊行された。 戦後はこれらに「万年大学生」を加え、新潮文庫、角川文庫、旺文社文庫、から刊行されたものが読み継がれている。
「受験生の手記（青空文庫 以下同じ）」は、受験と恋に破れて自殺する青年を描いたもので、短編集中の代表的作品。 「競漕」は帝大競艇部のレースに久米が参加した経験を描き、夏目漱石に称賛された。 「母」は芥川龍之介の「手巾」と同様に、一高在学中の校長新渡戸稲造をモデルにしたもの。もともと、新作のネタに困っていた芥川が久米から母のアイディアを聞き、それを使わせてくれるよう頼んだものだと後に久米が述べている（鼻と芥川龍之介）